# Ernő Dohnányi
Ernő Dohnányi (uitspraak: ˈɛrnø ˈdohnaːɲi), (Presburg, 27 juli 1877 - New York, 9 februari 1960), was een Hongaars pianist, dirigent, muziekpedagoog en componist. Voor de meeste van zijn composities gebruikte hij de Duitse vorm Ernst von Dohnanyi. De oorspronkelijke Hongaarse naamvolgorde is Dohnányi Ernő.

## Leven en werk
Dohnányi kreeg zijn algemene opleiding aan het gymnasium te Poszony, waar zijn vader professor in de wiskunde was. In 1885 ging hij piano studeren bij Karl Forstner, domorganist van Presburg, die hem later ook harmonielessen gaf. In 1893 werd Dohnányi aan de Koninklijke Academie van Boedapast leerling van Thoman voor piano en van Hans Koessler voor compositie.
Toen in 1897 zijn symfonie werd bekroond, had Dohnányi reeds een aanzienlijk aantal composities geschreven: een sextet voor strijkers, 3 strijkkwartetten, pianosonates en liederen. Datzelfde jaar ging hij tevens, hoewel zelf reeds een befaamd pianist, onderricht nemen bij Eugen d'Albert.
Hij begon onder aansporing van Johannes Brahms een loopbaan als pianist en toerde door Europa en de Verenigde Staten. Zijn eerste pianoconcert duurt drie kwartier en is geschreven in de stijl van Brahms. Het heeft ook de lengte van Brahms’ eerste pianoconcert maar kan er niet bij in de schaduw staan. Het is niet verrassend en het kabbelt maar door. Hij schreef het in 1898 en won er zelfs de Bösendorfer Prijs mee.
Brahms zelf was zeer verrukt van het Pianokwintet uit 1895 en maakte er zelfs een arrangement van. De violist Joachim, een persoonlijke vriend van Brahms en Dohnányi, nodigde hem uit in Berlijn en bood hem een professoraat aan op het Berlijnse conservatorium. Hij werkte daar van 1905 tot 1915 als pianodocent en daarna aan de Franz Liszt Muziekacademie in Boedapest.
Dohnányi was een uitzonderlijk goed pianist. Hij speelde voornamelijk de Weense klassieken, Schubert, Schumann en Brahms. Hij had een fenomenaal muzikaal geheugen dat hem jaar in jaar uit in elk seizoen in staat stelde om bijna dagelijks op te treden als pianist, dirigent of begeleider. Zo werd hem in 1920 –een Beethovenjaar- gevraagd een cyclus te geven van alle 32 sonates van Beethoven. Hij studeerde er tijdens de vakantie 12 in en voerde er vervolgens “slechts” 20 van uit. Dat instuderen ging bij hem erg snel: na de stukken enkele malen doorgespeeld te hebben, kende hij ze alle uit het hoofd. Maar op een van deze avonden, toen hij o.a. de kleine Sonate in Bes (op.22) moest spelen, merkte hij pal voor zijn optreden dat hij het langzame deel (adagio) helemaal vergeten was. Er was geen muziek aanwezig en niemand van de aanwezigen kon hem een aanwijzing geven voor de eerste paar maten. Toch ging hij het podium op. Degenen die op de hoogte waren van de gebeurtenissen zaten in de zaal in hoogspanning te gebeurtenissen af te wachten. Toen het langzame deel aan de beurt kwam improviseerde Dohnányi een volkomen nieuw adagio helemaal in de stijl van Beethoven en van de sonate.
Een andere keer moest hij in een klein provinciestadje als solist optreden met het Filharmonisch Orkest van Boedapest in Pianoconcert Nr.5 van Beethoven. Hij kwam samen met het orkest een uur voor aanvang van het concert aan in het stadje. Het bleek dat de vleugel precies een halve toon te laag was gestemd. Omdat er geen pianostemmer in de buurt was en ook geen andere vleugel, speelde hij zijn pianopartij, zonder aarzelen, een halve toon hoger, in E majeur, zonder repeteren en natuurlijk uit het hoofd.
Van 1919 tot 1944 dirigeerde hij de Philharmonie in Boedapest. In 1943 richtte hij het Boedapest Symfonieorkest op. Tot 1944 werkte hij in Hongarije en was o.a. directeur van de Hongaarse Radio en chef-dirigent van het Hongaarse radio-orkest vanaf 1931. In die functie werd hij de spil van het muzikale leven in Hongarije. Ook al verschilde zijn opvatting behoorlijk met die van Bartok en Kodaly, hij gaf ze wel alle gelegenheid en ruimte om hun werk uit te voeren in tegenstelling tot de Hongaarse muziekcritici die het niet zo begrepen had op de kunst van Bartok en Kodaly. Ook voerde hij de belangrijkste orkestwerken van Debussy, Ravel en Stravinsky uit.
Dohnányi steunde Bartók en Kodaly waar het maar kon. Bartok was zijn schoolvriend, ze scheelden slechts vier jaar.
Zijn carrière vond in zijn vaderland Hongarije een abrupt einde. Hij was politiek weinig geschoold, Duitsgezind en erg onder invloed van zijn omgeving. Hij zag de ernst van de situatie gedurende de oorlogsjaren niet in en bleef, zelfs tijdens het schrikbewind, op zijn post. In december 1944, op de Hongaarse ‘Dolle Dinsdag’ vluchtte hij, samen met de Duitse troepen, uit Hongarije naar Oostenrijk.
Dohnányi verloor beide zoons tegen het eind van de oorlog. Zijn zoon Hans von Dohnanyi was betrokken bij een complot om Hitler te vermoorden, in november 1943, in een groep waarvan ook zijn schoonbroer Klaus Bonhoeffer (broer van de theoloog Dietrich Bonhoeffer) en Wehrmacht-officieren Henning von Tresckow en Axel von dem Bussche deel uitmaakten.
In 1948 vertrok Dohnányi naar de VS en werd composer-in-residence in Miami (Florida) op de universiteit aldaar, na een kort verblijf in Tucumàn in Argentinië. Zijn laatste openbare optreden was op een festival in Edinburgh in 1956. Hij overleed tijdens een opname sessie op 83-jarige leeftijd in 1960 toen de impressionistische, de expressionistische, de dodecafonie en de symfonische jazz al over hun hoogtepunt heen waren en de seriële muziek, de atonale muziek en de elektronische muziek al volop in ontwikkeling waren. Ontwikkelingen waar hij niets mee had.
Ernő Dohnányi werd mede bekend door zijn rol als pianopedagoog: hij schreef onder andere het studieboek: "Die wichtigsten Übungen zur Erlangung einer sicheren Klaviertechnik".

## Stijl
Zijn laatromantische en formeel-klassieke composities, circa 50 stuks, omvatten vele genres. Het meest bekend werd het pantomimewerk Der Schleier der Pierrette uit 1910 en de rapsodie Ruralia Hungaria uit 1923/1924. Ook zijn Variations On A Nursery Song, Op. 25 (Gyermekdal variációk, "Altijd is Kortjakje ziek") uit 1913 wordt nog wel eens uitgevoerd. Hij heeft het zelf opgenomen in Londen met het London Symphony Orchestra onder kleiding van Lawrence Collingwood (EMI Music) in 1913 en Julius Katchen heeft het opgenomen in 1954 met het London Philharmonic Orchestra onder leiding van Sir Adrian Boult (DECCA).
Zijn stijl is diep geworteld in de Romantische traditie van met name Brahms, die van grote invloed op Dohnányi was. In al zijn muziek ademt de romantische traditie van de 19e eeuw, vooral in zijn twee pianoconcerten. Niettemin heeft zijn muziek in de loop der jaren een ontwikkeling doorgemaakt, waarin het modernisme van de 20e eeuw hem niet geheel onbeïnvloed heeft gelaten: zo zijn in de latere werken vaak complexere, chromatische harmonieën te horen, alsmede sporen van Bartók en Hongaarse volksmuziek.
Dohnányi's verdienste als componist is dat hij de in wezen 19e-eeuwse Romantische esthetiek verder bleef ontwikkelen in de 20e eeuw, zowel in zijn kamermuziek als in zijn orkestmuziek. Hij deed dit met elegantie, met humor en met een bepaalde stijlvirtuositeit. Zijn twee pianoconcerten zijn daar mooie voorbeelden van. Maar vooral in de rijpere, latere werken zoals de Symfonie nr. 2 (op. 40) slaagde Dohnányi erin zijn laatromantisch idioom op overtuigende wijze te verweven met elementen van actuelere stromingen.

## Composities (selectie)

### Theatermuziek
- Der Schleier der Pierrette, pantomime in drie delen (libretto naar Arthur Schnitzler), op. 18 (1909)
- Tante Simona, komische opera in 1 akte (libretto van Victor Heindl), op. 20 (1912)
- A vajda tornya (De toren van de woiwode), romantische opera in drie aktes (libretto van Viktor Lányi, naar Hans Heinz Ewers en Marc Henry), op. 30 (1922)
- A tenor (De tenor), komische opera in drie aktes (libretto van Ernő Góth en Karl Sternheim, naar Bürgerschippel van Karl Sternheim), op. 34 (1927)

### Koorwerken
- Szegedi mise (Szeged-mis), op. 35 (1930)
- Cantus vitae, symfonische cantate, op. 38 (1941)
- Stabat mater, op. 46 (1953)

### Opera
- Tante Simona (1913)
- De Stad van de Voïvod. Op.30 (meest bekende opera van Dohnányi, voor het eerst uitgevoerd in 1922 te Boedapest)
- Een Tenor (1929)

### Orkestwerken
- Symfonie in F-groot (1896, ongepubliceerd)
- Symfonie nr. 1 in d-klein, op. 9 (1901)
- Suite in fis-klein, op. 19 (1909)
- Ünnepi nyitány (Festivalouverture), op. 31 (1923)
- Ruralia Hungarica (gebaseerd op Hongaarse volksmelodieën), op. 32b (1924)
- Szimfonikus percek (Symfonische minuten), op. 36 (1933)
- Symfonie nr. 2 in E-groot, op. 40 (1945, herzien 1954-7)[2]
- Amerikai rapszódia (Amerikaanse rapsodie), op. 47 (1953)

### Solo-instrument met orkest
- Pianoconcert nr. 1 in e-klein, op. 5 (1898) (het openingsthema was geïnspireerd door Brahms' 1e Symfonie)
- Konzertstück in D-groot voor cello en orkest, op. 12 (1904)
- Gyermekdal variációk (Variaties op een kinderliedje) voor piano en orkest, op. 25 (1913)
- Vioolconcert nr. 1 in d-klein, op. 27 (1915)
- Pianoconcert nr. 2 in b-klein, op. 42 (1947)
- Vioolconcert nr. 2 in c-klein, op. 43 (1950)
- Concertino voor harp en kamerorkest, op. 45 (1952)

### Kamermuziek en instrumentale werken
- Pianokwartet in fis-klein (1894)
- Pianokwintet nr. 1 in c-klein, op. 1 (1895)
- Strijkkwartet nr. 1 in A-groot, op. 7 (1899)
- Sonate in bes-klein voor cello en piano, op. 8 (1899)
- Serenade in C-groot voor strijktrio, op. 10 (1902)
- Strijkkwartet nr. 2 in Des-groot, op. 15 (1906)
- Sonate in cis-klein voor viool en piano, op. 21 (1912)
- Pianokwintet nr. 2 in es-klein, op. 26 (1914)
- Strijkkwartet nr. 3 in a-klein, op. 33 (1926)
- Sextet in C voor piano, strijkers en blazers, op. 37 (1935)
- Aria voor fluit en piano, op 48, no. 1 (1958)
- Passacaglia voor fluit solo, op. 48, no. 2 (1959)

### Piano
- Vier stukken, op. 2 (1897, gepubliceerd in 1905)
- Walsen voor piano quatre-mains, op. 3 (1897)
- Variaties en fuga op een thema van EG, op. 4 (1897)
- Gavotte en Musette (woo, 1898)
- Albumblatt (woo, 1899)
- Passacaglia in es-klein, op. 6 (1899)
- Vier rapsodieën, op. 11 (1903)
- Winterreigen, op. 13 (1905)
- Humoresque in de vorm van een suite op. 17 (1907)
- Drie stukken, op. 23 (1912)
- Fuga voor de linkerhand (woo, 1913)
- Suite in oude stijl, op. 24 (1913)
- Zes concertetudes, op. 28 (1916)
- Variaties over een Hongaars volkslied, op. 29 (1917)
- Pastorale over een Hongaars kerstlied (woo, 1920)
- Ruralia Hungarica, op. 32a (1923)
- Wals Suite op. 39a voor twee piano's (1945)
- Limping Waltz op. 39b voor solo piano (1947)
- Zes stukken, op. 41 (1945)
- Drie losse stukken, op. 44 (1951)